# Hydnosella globitheca
Hydnosella
Genre
Espèce
Hydnosella globitheca, unique représentant du genre Hydnosella, est une espèce d'insectes coléoptères de la famille des Ptiliidae.

## Espèce
Selon GBIF (29 décembre 2023), le genre est monospécifique car il contient une seule espèce, l'espèce type Hydnosella globitheca Dybas, 1961.

## Systématique
Le nom valide complet (avec auteur) de ce taxon est Hydnosella Dybas, 1961.